# Templo Gangaramaya
O Templo Gangaramaya (em cingalês: ‍රී ගංගාරාම මහාවිහාරය; romaniz.: Śrī Gangārāma Mahāvihāraya; em tâmil: ரீ கங்காராம மகாவிகாரம் ; romaniz.: Srī Gaṅgārāma Makāvikāram) é um dos templos budistas mais importantes de Colombo, a capital do Seri Lanca. Foi construído no final do século XIX e a sua arquitetura é mistura de vários estilos tradicionais e modernos de vários países. Situa-se a algumas dezenas de metros da extremidade sudoeste do lago Beira.

## Arquitetura
O recinto do templo tem vários edifícios e foi construído no local onde havia um pequeno eremitério num terreno pantanoso.[carece de fontes?] A arquitetura do templo apresenta uma mistura eclética das tradições arquitetónicas do Seri Lanca, Índia, Tailândia e China. Tem as principais características de uma viara, incluindo uma cetiya [en] (estupa), uma árvore de Bodhi, a Viara Mandiraya, um salão de assembleia para monges, a Câmara da Relíquia, um museu, uma bibioteca, uma ala residencial, uma pirivena [en] (colégio monástico) com três andares, salas de aulas e uma sala de esmolas. O templo Seema Malaka faz parte do complexo de Gangaramaya, apesar de estar fisicamente separado dos outros edifícios.

## História
O templo deve-se à iniciativa de Don Bastian de Silva Jayasuriya Goonewardane, um empresário de transporte marítimo, que quis construir uma viara para o thero (monge budista sénior) [en] Matara Sri Dharmarama. Para tal comprou um lote de terreno a três mouros [en] e não se poupou a despesas para adequar o local para a construção. Ao templo foi dado o nome Padawthota Gangaramaya Viharaya. Além do templo propriamente dito, foi construída uma grande cetiya, uma torana [en] e uma sandakada pahana [en] ("pedra de lua"), que tiveram como modelo as que se encontram no principal templo de Anuradapura. Um ramo da figueira sagrada Jaya Sri Maha Bodhi, foi plantado pelas próprias mãos de Don Bastian, que também mandou construir um salão de orações com três andares, muros, grades e um fosso em redor do templo. 

## Atividades no presente
Atualmente Gangaramaya é, além de local de culto budista, um centro de ensino religioso. O templo está envolvido em atividades de beneficiência budistas, que incluem lares de idosos, uma escola profissional e um orfanato.

### Navam Perahera
O Navam Perahera, organizado pelo templo todos os anos em fevereiro desde 1979, é um dos maiores eventos festivos e religiosos de Colombo. Como outras peraheras que se realizam no Seri Lanca, consiste numa procissão ou desfile muito colorido em que participam elefantes decorados e uma grande variedade de artistas de ambos os sexos, nomeadamente músicos e dançarinos.